# Dannemoragatan

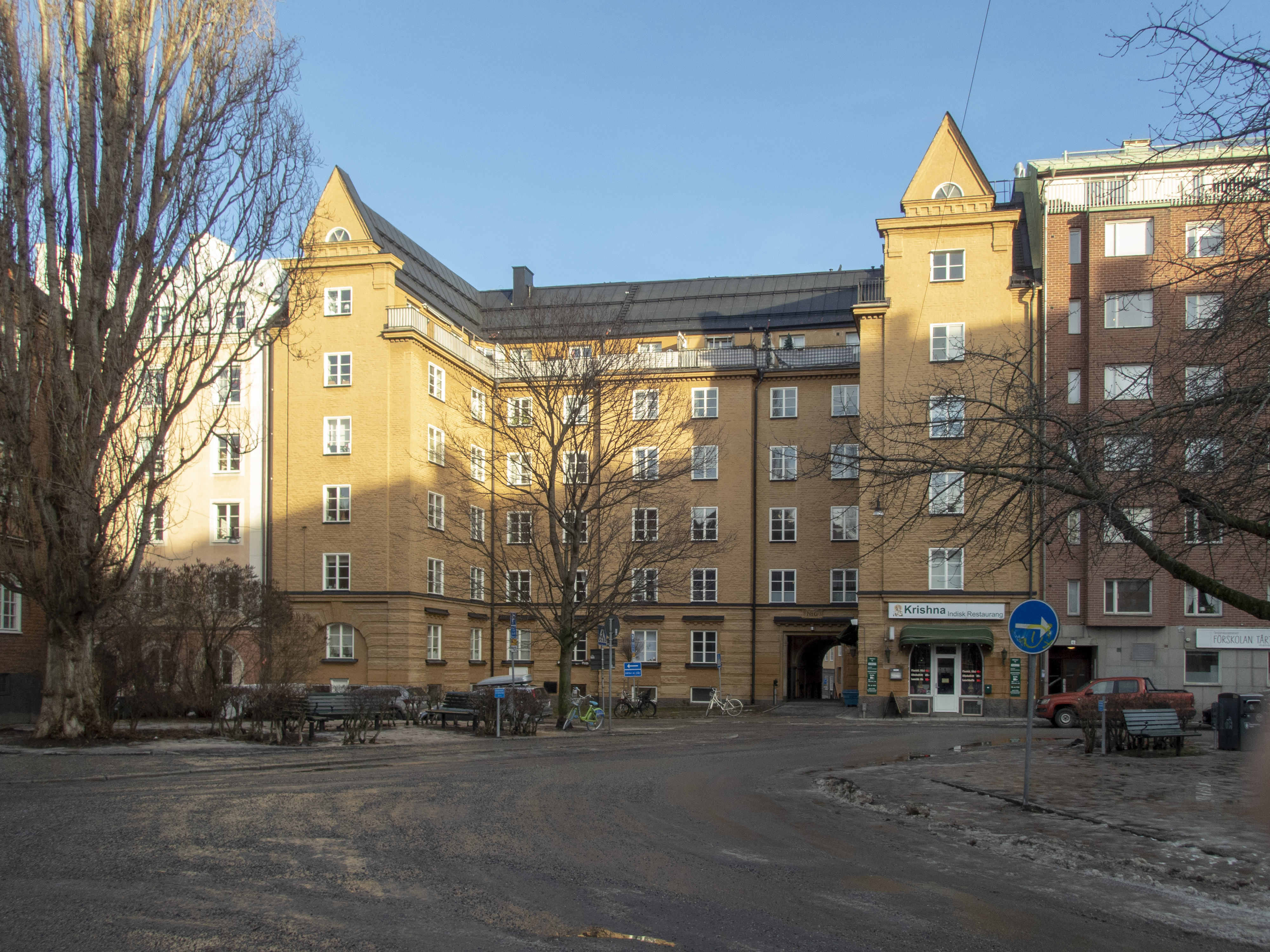
Dannemoragatan 6

Dannemoragatan  är en gata i stadsdelen Vasastaden i norra Stockholms innerstad. Dannemoragatan går från Upplandsgatan norrut till Norra Stationsgatan. Gatan fick sitt namn 1915, och är uppkallade efter gruvorten Dannemora.

## Gatan
Dannemoragatans västra sida upptas av kvarteret Vingen, kvarteret Flygmaskinen samt Sankt Eriksparken. På den östra sidan av gatan finns kvarteret Hugin och kvarteret Sländan.